# Сипитинер, Давид Иосифович
Давид Иосифович Сипитинер (21 января 1925, Одесса — 4 марта 2011, Одесса) — дирижёр Одесского национального театра оперы и балета, профессор Одесской академии музыки им. А. В. Неждановой, заслуженный артист Украины, кавалер ордена «За заслуги».
Учился музыке сначала у П. С. Столярского, затем у Б. З. Мордковича. В 1953 году окончил дирижёрский факультет Ленинградской консерватории у знаменитых дирижёров: Николая Рабиновича и Эдуарда Грикурова. Особую роль в его творческой судьбе сыграли встречи с известными дирижерами Е. Мравинским, К. Кондрашиным, Н. Рахлиным, К. Элиасбергом.
58 лет жизни Давид Иосифович был ведущим дирижёром Одесского национального  театра оперы и балета. Сотрудничал с такими известными дирижерами, как Н. Покровский, Е. Русинов, В. Герман, Я. Вощак, Г. Проваторов, В. Афанасьев. С мастерами вокального искусства: Н. Огреничем, Е. Ивановым, Г. Поливановой, С. Лемешевым и другими.
Долгое время преподавал в Одесской музыкальной академии имени Неждановой, причём сразу на трёх факультетах. Ученики Сипитинера работают во многих странах мира: Аргентина, Мексика, США, Канада, Германия, Китай.